# ملعب الشارقة للكريكيت
ملعب الشارقة للكريكيت هو أحد الملاعب الموجودة في الشارقة، الإمارات العربية المتحدة، تم تشييده في أوائل الثمانينيات وتم تحسينه كثيرًا على مر السنين. استضاف أول مباراة دولية في أبريل 1984، في بطولة كأس آسيا.وقد  استضاف الملعب ما يصل إلى 241 مباراة دولية،وحمل  الرقم القياسي لموسوعة غينيس لأكبر عدد من مباريات اليوم الواحد.ويُعد هذا الملعب في الوقت الحالي أحد الملاعب ذات المستوى العالمي ويتسع لحوالي 27000 شخص. 

## أكاديمية الكريكيت
تأسست أكاديمية الشارقة للكريكيت في عام 1985 في استاد الشارقة للكريكيت بإشراف مجلس إمارة الشارقة للكريكيت، وهي من  أقدم الأكاديميات في الإمارات،تدرب فيها أكثر من 100 لاعب ناشئ منذ إطلاقها، وفق برامج معدة من قبل مدربين محترفين ومؤهلين.وتؤمن لهم  أفضل المرافق.

## استضافة كأس العالم للسيدات للكريكيت 2024
استضاف ملعب الشارقة للكريكيت مع استاد دبي الدولي كأس العالم للسيدات للكريكيت T 20 من 3 إلى 20 أكتوبر 2024
ونالت  استضافة الإمارات لهذا الحدث العالمي بإشادة المجلس الدولي للكريكتICC، وترحيب مجلس الإمارات للكريكت، وممثلي المنتخبات العشرة المشاركة في البطولة، نظراً للإمكانيات والمقومات الكبيرة التي تقدمها دولة الامارات.